# إرفين أفالوس
إرفين أفالوس (بالإسبانية: Érwin Ávalos)‏ هو مدرب كرة قدم ولاعب كرة قدم باراغواياني في مركز الهجوم، ولد في 27 أبريل 1983 في كازابا ‏ في باراغواي. شارك مع منتخب باراغواي تحت 20 سنة لكرة القدم ومنتخب باراغواي الأولمبي لكرة القدم ومنتخب باراغواي لكرة القدم. أما مع النوادي، فقد لعب مع تشاكاريتا جيونيورز وسيرو بورتينيو ونادي ديبورتيفو تولوكا ونادي راسينغ ونادي سانتوس.

## وصلات خارجية
- إرفين أفالوس على موقع إي إس بي إن إف سي (الإنجليزية)
- إرفين أفالوس على موقع قاعدة بيانات كرة القدم.إي يو (الإنجليزية)
- إرفين أفالوس على موقع ناشيونال فوتبول تيمز (الإنجليزية)
- إرفين أفالوس على موقع Soccerway.com (الإنجليزية)
- إرفين أفالوس على موقع عالم كرة القدم.نت (الإنجليزية)